# Draconaire
Le draconaire ou en latin draconarius est un sous-officier d'élite de l'armée romaine qui portait l'enseigne de la légion appelée draco. Cette enseigne empruntée aux Daces était constituée d'une gueule de dragon en métal, souvent en bronze, parfois en argent, portée au bout d'une pique et dans laquelle le vent s'engouffrait dans une manche à air de couleur.

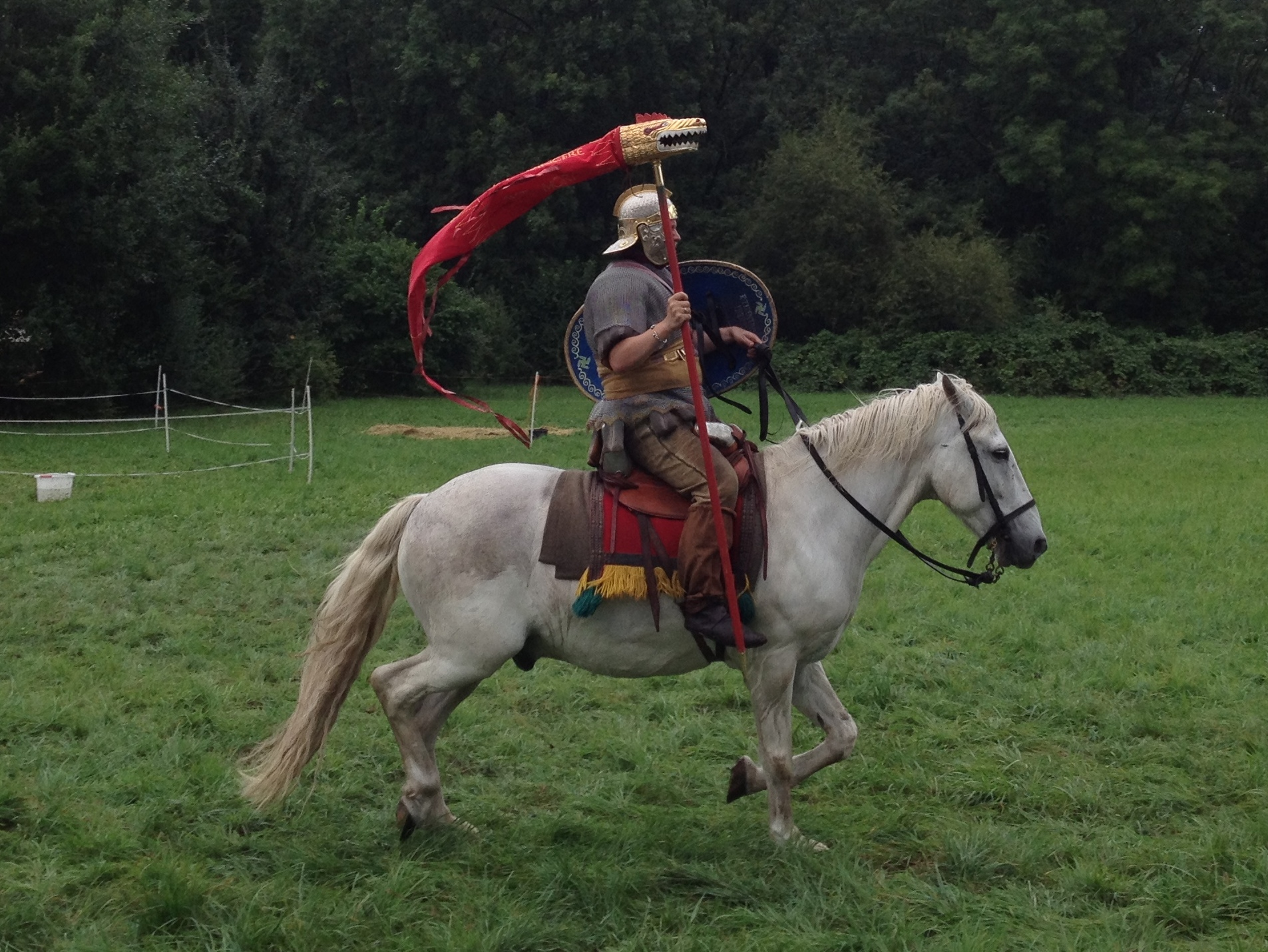